# Kerry Fox
Kerry Fox (ur. 30 lipca 1966 w Wellington) – nowozelandzka aktorka filmowa i telewizyjna. Debiutowała rolą Janet Frame, nowozelandzkiej pisarki, w filmie Anioł przy moim stole w reżyserii Jane Campion, opartym na powieści o tym samym tytule autorstwa Frame.

## Życiorys
Kerry Fox urodziła się w Wellington. Aktorka zdobyła międzynarodowe uznanie dzięki pracy w niezależnych filmach i telewizji. Otrzymała nominację do nagrody Australijskiego Instytutu Filmowego za wiodącą rolę w filmie Prowincjonalne życie (Country Life). Wystąpiła również w filmie Danny’ego Boyle’a Płytki grób u boku Ewana McGregora. Za rolę w filmie Wiszący ogród była nominowana do nagrody Genie dla najlepszej aktorki drugoplanowej.
W 2001 roku otrzymała Srebrnego Niedźwiedzia dla najlepszej aktorki podczas Festiwalu Filmowego w Berlinie, za rolę Claire w filmie Intymność w reżyserii Patrice’a Chéreau.
Jesienią 2009 roku wystąpiła u boku Johna Simma, Lucy Cohu i Iana Harta w sztuce Andrew Bovella Speaking In Tongues na scenie Duke of York's Theatre.
Żona dziennikarza i autora Alexandra Linklatera, z którym ma dwójkę dzieci.

## Filmografia
Filmy fabularne
- 2011: Burning Man jako Sally
- 2009: Jaśniejsza od gwiazd (Bright Star) jako pani Brawne
- 2009: Burza (Storm) jako Hannah Maynard
- 2009: Morning Echo jako Christine Moffatt
- 2008: The Shooting of Thomas Hurndall jako Jocelyn Hurndall
- 2008: Inconceivable jako Kay Stephenson
- 2007: Intervention jako Kate
- 2007: The Ferryman jako Suze
- 2007: He Said jako Julie
- 2006: Nostradamus jako Catherine de Medici
- 2005: Cold Blood jako Jan
- 2005: Footprints in the Snow jako Claire
- 2005: Rag Tale jako Peach James Taylor
- 2004: Pokój morderstw (The Murder Room) jako Muriel Godby
- 2004: Bob Budowniczy: Zasypani śniegiem (Bob the Builder: Snowed Under) jako Charlene (głos)
- 2004: Niceland (Population. 1.000.002) jako Mary
- 2003: So Close to Home jako Maggie
- 2003: 40 jako Maggie
- 2002: Black and White jako Helen Devaney
- 2002: Zgromadzenie (The Gathering) jako Marion Kirkman
- 2001: As wywiadu (The Point Men) jako Maddy Hope
- 2001: Intymność (Intimacy) jako Claire
- 1999: Chłopak na gwałt poszukiwany (Fanny and Elvis) jako Katherine Fanny 'Kate' Dickson
- 1999: Shockers: Deja Vu jako Jessica
- 1999: The Darkest Light jako Sue
- 1999: Thinking About Sleep jako policjantka
- 1999: Tropem lwa (To Walk with Lions) jako Lucy Jackson
- 1998: Mądrość krokodyli (The Wisdom of Crocodiles) jako Maria Vaughan
- 1998: Oklaski jednej dłoni (The Sound of One Hand Clapping) jako Sonja Buloh
- 1997: Wiszący ogród (The Hanging Garden) jako Rosemary
- 1997: Aleja snajperów (Welcome to Sarajevo) jako Jane Carson
- 1995: Sprawa honoru (The Affair) jako Maggie Leyland
- 1995: Dziecko z Sajgonu (Saigon Baby) jako Kate Cooper
- 1995: Ostatni tatuaż (A Village Affair) jako Clodagh Unwin
- 1994: Prowincjonalne życie (Country Life) jako Sally Voysey
- 1994: Płytki grób (Shallow Grave) jako Juliet Miller
- 1994: The Last Tattoo jako Kelly Towne
- 1993: Friends jako Sophie
- 1992: W rodzinnym kręgu (The Last Days of Chez Nous) jako Vicki
- 1992: Zatopić „Rainbow Warrior” (The Rainbow Warrior) jako Andrea Joyce
- 1990: Anioł przy moim stole (An Angel at My Table) jako Janet Frame

Seriale telewizyjne
- 2011: Cloudstreet jako Oriel Lamb
- 2008: Trial & Retribution jako DI Moyra Lynch
- 2007: The Whistleblowers jako Polly Lewington
- 2004: Budząc zmarłych (Waking the Dead) jako Elsbeth Varley
- 1996: Opowieści z krypty (Tales from the Crypt) jako Dolores
- 1993: Mr. Wroe's Virgins jako Hannah
- 1993: Rocky Star jako Dianna Moore
- 1989: Night of the Red Hunter jako policjantka

## Nagrody
- Nagroda na MFF w Berlinie Najlepsza aktorka: 2001 Intymność